# مهر (نماز)

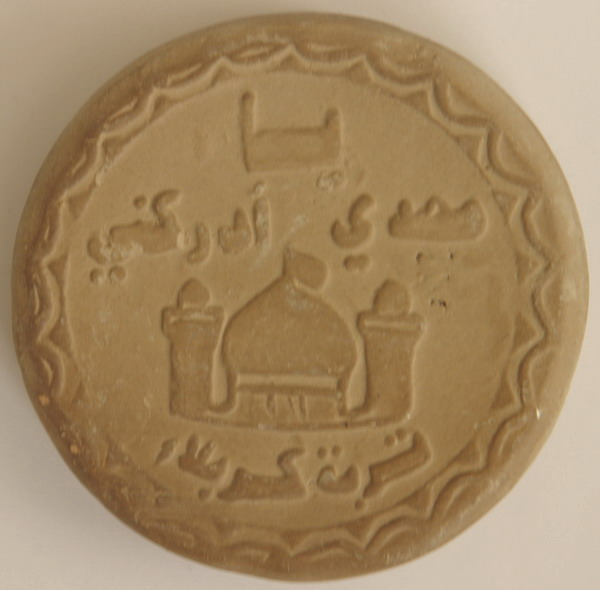
یک تربت از خاک کربلا

تربت یا مُهر تکه‌ای گِل شکل داده شده است که مسلمانان شیعه هنگام نماز بر آن سجده می‌کنند. محمد پیامبراسلام نیز بر خاک و ریگ و حصیر بافتنی از لیف خرما سجده می‌کرد. در روایات شیعه متعدد آمده که پیامبر یارانش را به سجده بر خاک و امثالهم امر می‌کرد. جعفر صادق در مورد سجده برخاک می‌گوید: «سجده باید بر زمین پاک یا آنچه در آن می‌روید، به شرطی که خوردنی و پوشیدنی نباشد انجام شود». مثلاً سجده روی فرش که وسیله مصرفی انسان است جایز نیست.

## سجده‌گاه پیامبر اسلام
حدیث نبوی که منابع شیعه و سنی نقل کرده‌اند:
جعلت لي الأرض مسجداً و طهورا زمین را به‌عنوان سجده‌گاه و پاک‌کننده قرار داد.
پیامبر اسلام شیوهٔ سجده کردن را به اصحاب آموخته است البته حدیث صحیحی نقل نشده که در زمان رسول‌الله از مهر استفاده کنند و صحن مسجد رسول‌الله از حصیر برگ خرما بوده است.
وائل (از صحابه) نقل می‌کند که پیامبر را دید درحالی‌که پیشانی خویش را به هنگام سجده بر روی زمین گذارده است. ابوهریره و ابوسعید خدری نیز در روایاتی جداگانه می‌گویند که بر اثر بارش باران، خاک تر شده بود، با این حال رسول خدا بر روی زمین سجده نمود و ما اثر آن را را بر پیشانی او دیدیم. عایشه می‌گوید رسول خدا به هنگام سجده پیشانی خویش را با چیزی نمی‌پوشاند.

## سجده‌گاه شیعیان
شیعیان مطابق آموزه‌ای اهل بیت معتقدند که در شرایط عادی و در غیر حالت اضطرار، باید بر روی زمین و اجزای آن یا آنچه که از آن می‌روید، به استثنای خوراکی‌ها و آنچه که برای تهیه لباس بکار می‌روند، سجده کرد.
شیعیان دلائل و روایات فراوانی در خصوص سجده‌گاه انسان از اهل بیت مورد استناد قرار می‌دهند. به عنوان نمونه هشام بن حکم از جعفر صادق خواست تا او را از چیزهائی که سجده بر آنها صحیح است آگاه کند، جعفر صادق در پاسخ گفت: «سجده بر هیچ چیز جائز نیست، مگر بر زمین و آنچه زمین آن را می‌رویاند، به غیر از چیزهائی که خورده می‌شوند یا پوشیده می‌گردند.»
از نظر علمای شیعه، سجده بر هر خاکی بدون اشکال است، اما برای تربت حسین بن علی مزیت قائل شده و سجده بر آن را مستحب دانسته‌اند.

## اهمیت نمادین
تربت به معنای «خاک» است همان ماده‌ای که خداوند برای خلق زمین و نوع بشر از آن استفاده کرد. تربت همچنین می‌تواند جایگزین آب در نبود آن برای وضو استفاده شود عملی که به تیمم معروف است.
همچنین یک جسد در نهایت پس از مرگ به خاک تبدیل می‌شود.

## نظر اهل سنت
اهل سنت استفاده از تربت را به عنوان بدعت رد می‌کنند و می‌گویند محمد و اصحابش هرگز لوح گلی (یا هر چیز کوچک دیگری) را حمل نکرده‌اند که در هنگام سجده پیشانی بر آن بگذارند.
آنها خاطرنشان می‌کنند بسیاری از مهرهایی که شیعیان استفاده می‌کنند بر آنها دعاهایی را بر شخصیت‌های مورد احترام خود حک کرده‌اند مانند «یا حسین» «یا زهرا» «یا مهدی» که ممکن است شرک تلقی شود.
ابن تیمیه در مجمع الفتوا فتوا داد که نماز بر تربتی که از محل شهادت امام حسین بیاید بدعت است.